# Palazzo Spinola di Pellicceria
Il palazzo Grimaldi Doria  Spinola di Pellicceria, o palazzo Francesco Grimaldi, è un edificio storico italiano, sito in piazza di Pellicceria 1, nel centro storico di Genova. È uno dei Palazzi dei Rolli designati, al tempo della Repubblica di Genova, a ospitare gli ospiti di alto rango per conto del governo, durante le visite di stato.
L'edificio è fra i 42 palazzi dei rolli selezionati e dichiarati Patrimonio dell'umanità dall'UNESCO il 13 luglio 2006.
Dal 1912 è sottoposto a vincolo di tutela da parte della soprintendenza.
All'interno ospita la Galleria nazionale di palazzo Spinola, eccezionale esempio di dimora barocca genovese che conserva la decorazione, la quadreria e il mobilio originali, oltre a celebri capolavori acquisiti in epoca moderna.

## Storia e descrizione

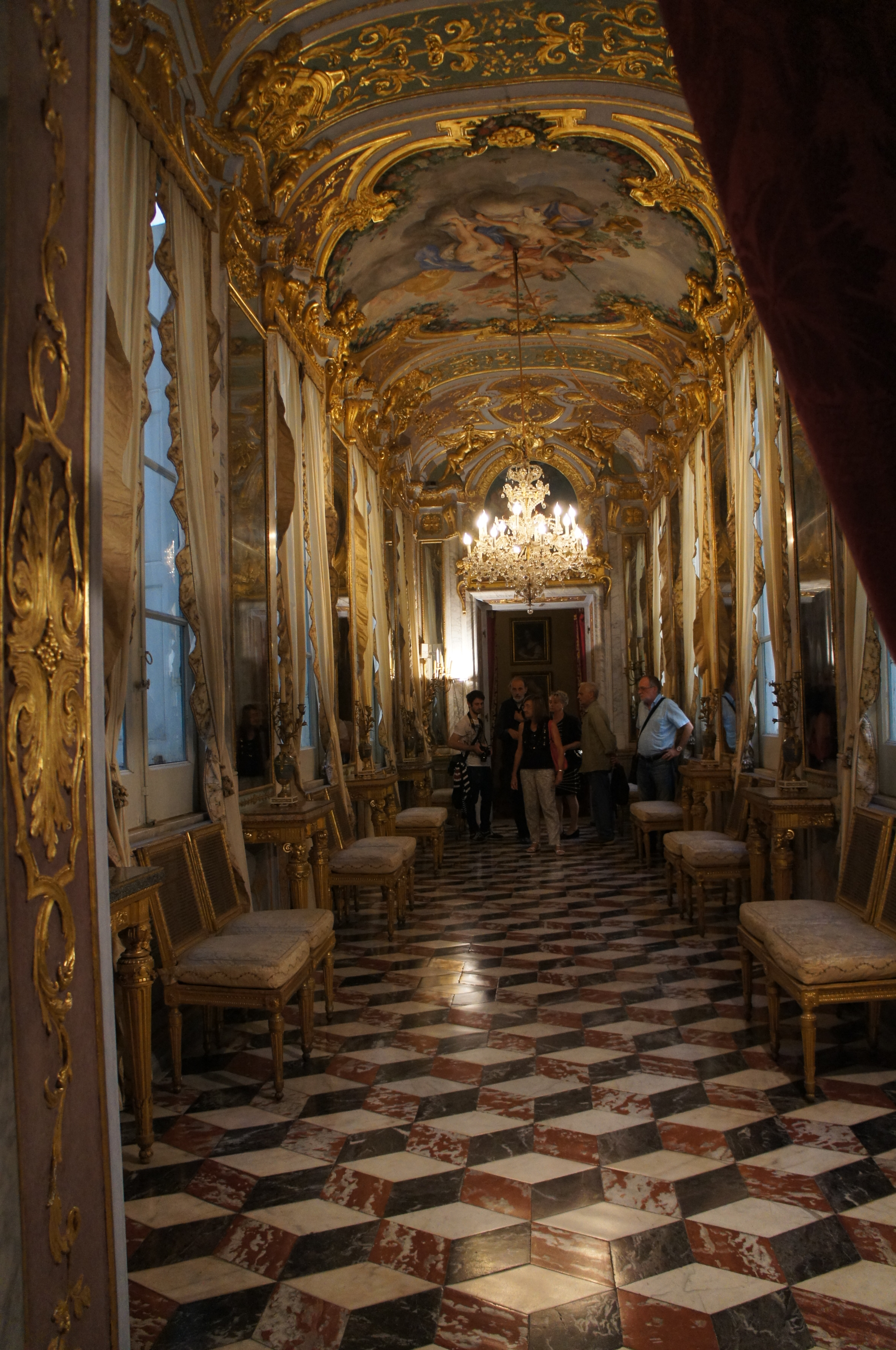
La Galleria.

Realizzato per volontà di Francesco Grimaldi nel 1593 su preesistenze medioevali, venne subito inserito nei rolli e citato nella edizione rubensiana. Si affaccia sulla piazza di Pellicceria, pur conservando l'antico accesso sulla piazza inferiore di Pellicceria.
Il palazzo ospitò la famiglia Grimaldi fino al 1641, anno in cui venne ceduto ad Ansaldo Pallavicini (rollo del 1664) per sanare un debito. Unica compravendita nella storia del manufatto, caratterizzata da passaggi ereditari ininterrotti, dai Pallavicino ai Doria ai Tolot e infine agli Spinola agli inizi del XVIII secolo. In tale occasione il palazzo venne sottoposto a una ristrutturazione che riguardò prevalentemente il loggiato al centro dell'edificio e, nella facciata, le quadrature dipinte, sostituite con stucchi rococò.
L'edificio possiede i caratteri propri dei palazzi genovesi tardo cinquecenteschi, riconoscibili nel sistema atrio-scala, nel cortile interno e nel loggiato. Alla maestosità dell'impianto architettonico si affianca lo splendore dei vani interni: di grande interesse sono le volte affrescate dei saloni, in particolare al primo piano La città di Lisbona assediata dall'esercito del duca d'Alba e, al secondo piano Trionfo di Renato Grimaldi e Imprese per l'espugnazione della città di Zierikzee opere di Lazzaro Tavarone, oltre ad altri contributi di Lorenzo De Ferrari. Esemplare, come documento storico del gusto, la vasta quadreria di autori vari, tra cui Luca Cambiaso, Bernardo Castello, Bernardo Strozzi.
Colpito dai bombardamenti alleati su Genova durante la seconda guerra mondiale, perse il terzo piano (ricostruito) e subì danni alle decorazioni del piano nobile e degli appartamenti al secondo piano. Nel 1958 venne donato dai marchesi Spinola allo stato.
Ospita la Galleria nazionale di palazzo Spinola. Per l'adeguamento alla nuova destinazione d'uso si sono resi necessari alcuni lavori di adattamento, come l'installazione di un ascensore nel cortile interno.

## Galleria d'immagini

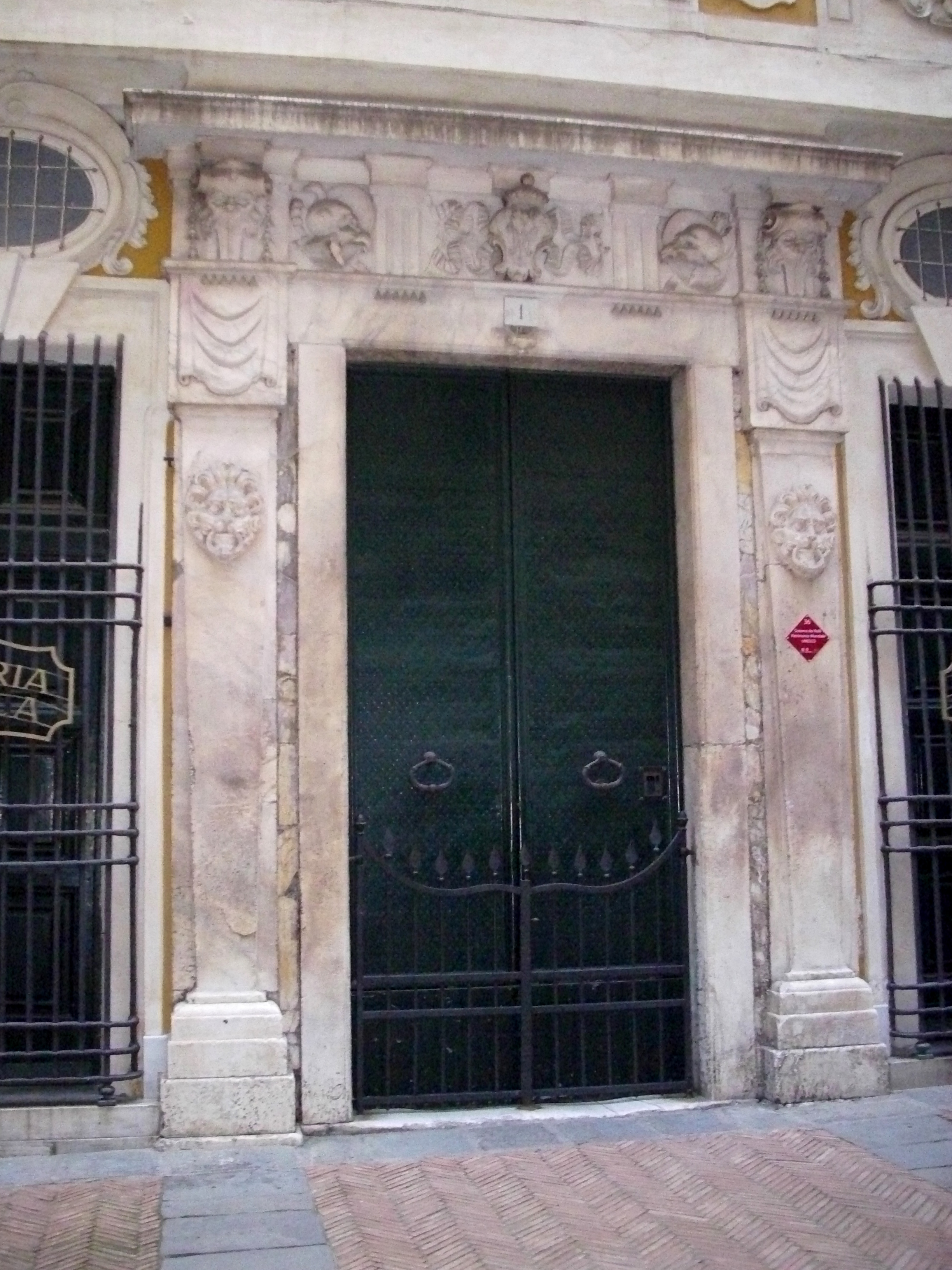
Il portale su piazza di Pellicceria
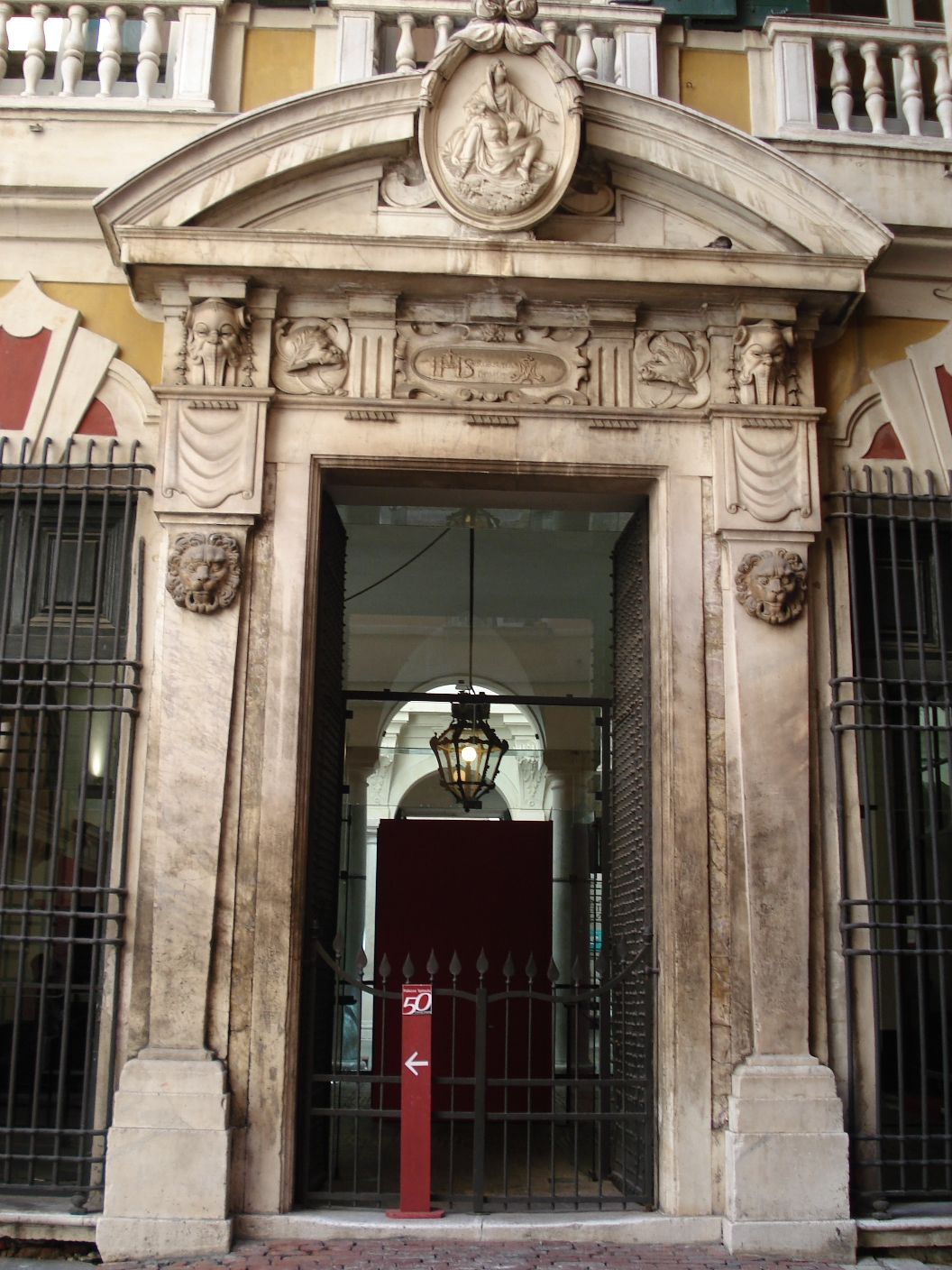
Il portale su piazza inferiore di Pellicceria